# Löjtnantshjärta
Löjtnantshjärta eller blomsterlyra (Lamprocapnos spectabilis) är en art i familjen jordröksväxter vars naturliga utbredningsområde är Nordamerika och Östasien. Arten är den enda i släktet. Den odlas som trädgårdsväxt i Sverige sedan 1800-talet. Det är en hjärtliknande blomma i rosa eller vitt som kan bli 6–9 dm hög. Löjtnantshjärta blommar från maj-juni, den trivs i skugga och bör planteras fuktigt. Den drabbas sällan av sjukdomar, men sniglar på bladen är däremot vanligare.

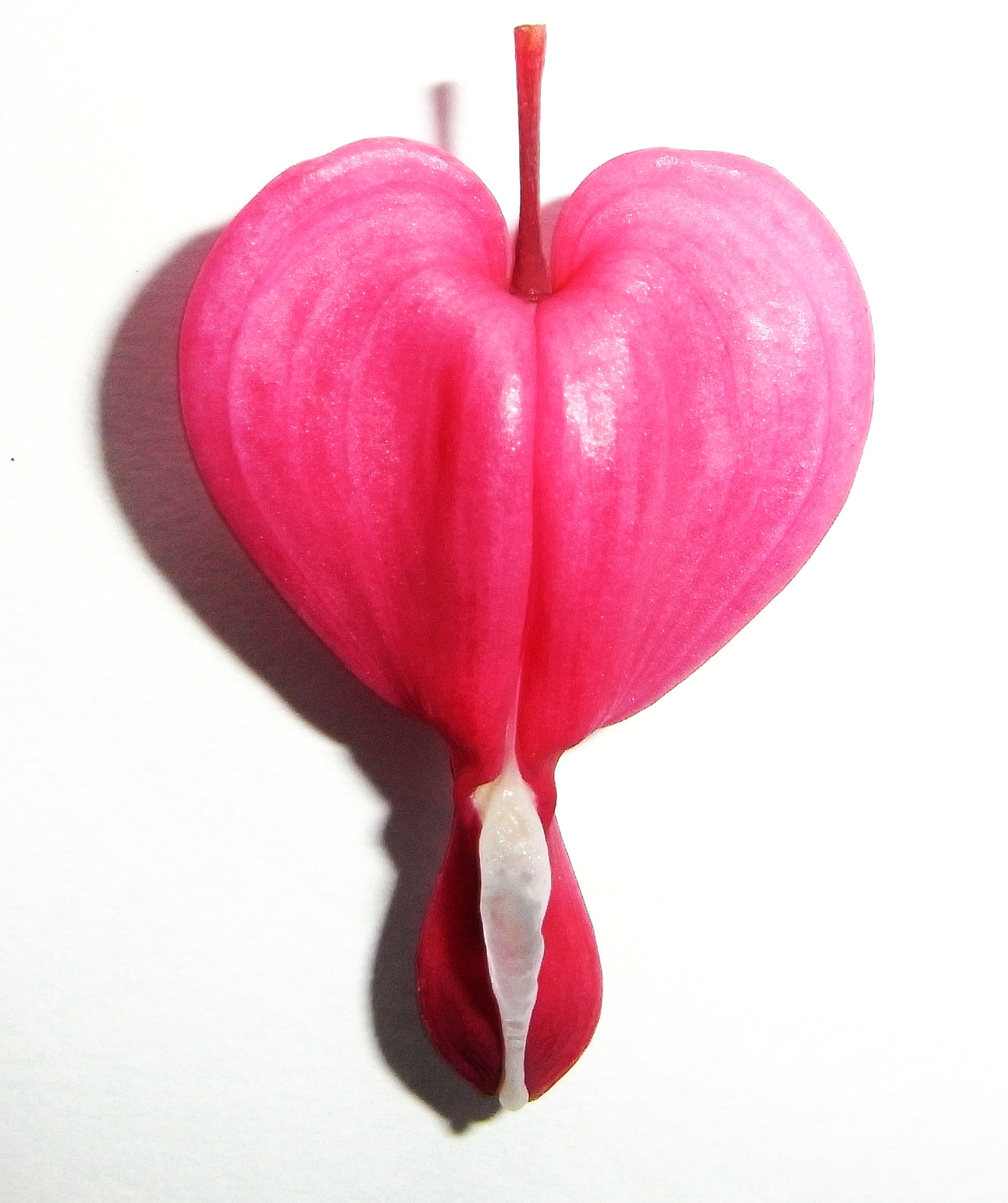

## Taxonomi
Löjtnantshjärtan tillhörde tidigare släktet fänrikshjärtesläktet (Dicentra) men har på senare tid placerats i släktet Lamprocapnos istället.

## Synonymer
- Capnorchis spectabilis (L.) Borkh.
- Corydalis spectabilis (L.) C.Persoon
- Dicentra spectabilis (L.) Lem.
- Diclytra spectabilis (L.) de Candolle
- Dielytra spectabilis (L.) G.Don
- Eucapnos spectabilis (L.) Siebold & Zuccarini
- Fumaria spectabilis L.
- Hedycapnos spectabilis (L.) Planchon